# Лили Дамита
Лили Дамита (фр. и англ. Lili Damita; 10 июля 1904 — 21 марта 1994), урождённая Лилиана Мари Мадлен Каре (фр. Liliane Marie Madeleine Carré) — французская актриса. Известна в основном благодаря бракам со знаменитыми деятелями киноиндустрии — режиссёром Майклом Кёртисом и актёром Эрролом Флинном.

## Биография
Будущая актриса родилась 10 июля 1904 года в городе Бле на юго-западе Франции. Получила начальное образование в женском монастыре, затем училась в балетных школах в разных уголках Европы — во Франции, Испании и Португалии. В возрасте четырнадцати лет Лилиана вошла в состав танцевальной труппы при Парижской опере, а к шестнадцати годам уже с успехом выступала в мюзик-холлах Парижа и позировала фотографам.
В 1921 году она победила на конкурсе красоты и, получив в качестве награды небольшую роль, в 1922 году под псевдонимом Лили Десли дебютировала на киноэкране в немом фильме «Император бедняков». В 1925 году, успев к тому времени обзавестись новым псевдонимом — Лили Дамита — актриса получила первую главную роль в картине «Парижская кукла» знаменитого режиссёра Майкла Кёртиса (в 1943 году он получит премию «Оскар» за фильм «Касабланка»). Пока шли съемки, между Лили и Кёртисом начался роман и спустя год они поженились. В 1926 году режиссёр снял жену ещё в двух картинах — «Фиакр номер 13» и «Золотая бабочка» — и в том же году, вскоре после своего отъезда в США, бросил её.
Через два года киномагнат Сэмюэл Голдвин пригласил Лили в Голливуд, и в 1929 году она дебютировала в американском кино, снявшись в приключенческой мелодраме «Спасение». За океаном карьера актрисы развивалась более или менее стабильно. Хотя фильмов было немного, её партнерами были сложившиеся и начинающие звезды — Гэри Купер, Морис Шевалье, Лоренс Оливье, Кэри Грант и Джеймс Кэгни.
В мае 1935 года Лили вышла замуж за будущего знаменитого актёра Эррола Флинна, после чего практически перестала уделять внимание карьере и в 1937 году ушла из кино. В 1941 году она родила от Флинна сына Шона (впоследствии он тоже стал актёром), а в 1942 году супруги развелись. В 1962 году Лили опять вышла замуж — на сей раз её избранником стал Аллен Лумис, бизнесмен из Айовы. В 1983 году этот брак тоже завершился разводом.
Впоследствии с сыном Лили произошла трагедия. Во время войны во Вьетнаме он работал военным журналистом от журнала «Time» и 6 апреля 1970 года вместе со своим коллегой Даной Стоуном выехал в южном направлении из Пномпеня. Оба они пропали без вести. Лили потратила немало сил и денег на поиски сына, но они не принесли результатов, и в 1984 году Шон был объявлен погибшим. В 1994 году Лили Дамита скончалась от болезни Альцгеймера в возрасте восьмидесяти девяти лет.

## Интересные факты
- Кроме родного французского Лили хорошо знала английский язык, бегло говорила на испанском, португальском и немецком языках, а также немного знала итальянский и венгерский языки.